# محمد بن داخل الجهني
محمد بن داخل الجهني، لواء متقاعد من الحرس الوطني السعودي، ولد في ينبع النخل عام 1953م، حاصل على درجة الماجستير في الإدارة العامة من جامعة نيوهريفن في ولاية كونيكتكت عام 1986م. تولى رئاسة نادي الاتحاد السعودي عام 2011–2012، واستقال بعد عام واحد من إدارة نادي الاتحاد. متزوج ولديه ثلاثة أولاد وأربع بنات.